# Oberbuchen
Oberbuchen ist der Name einer Dorfwüstung nordwestlich von Hanau, Main-Kinzig-Kreis in Hessen.

## Geografische Lage
Die genaue Lage des ehemaligen Dorfes ist unbekannt. Oberbuchen wird aufgrund des Namens im Bereich der späteren Buchen-Orte Wachenbuchen, Mittelbuchen und der heutigen Wüstung Lützelbuchen verortet und in der Gemarkung von Mittelbuchen vermutet.

## Geschichte
Die älteste erhaltene Erwähnung der Buchen-Orte stammt vom 1. Juni 798 als marca bucha in einer Schenkungsurkunde eines Luibert an das Kloster Lorsch. Eine Unterscheidung zwischen den benachbarten Buchen-Orten wurde zu dieser Zeit noch nicht getroffen. Der Name der vier Orte findet sich auch in der Bezeichnung der übergeordneten politischen Einheit, des Amtes Büchertal, wieder. Das Amt Büchertal gehörte zu der Herrschaft und späteren Grafschaft Hanau, dann der Grafschaft Hanau-Münzenberg. Oberbuchen wird explizit erst 1544 erwähnt und ist wohl bald danach wüst gefallen.